# Seznam avstralskih kardinalov
Seznam avstralskih kardinalov.

## B
- Mykola Bychok

## C
- Edward Idris Cassidy
- Edward Bede Clancy

## F
- James Darcy Freeman

## G
- Norman Thomas Gilroy

## K
- James Robert Knox

## M
- Francis Patrick Moran

## P
- George Pell